# 마리얌폴레주

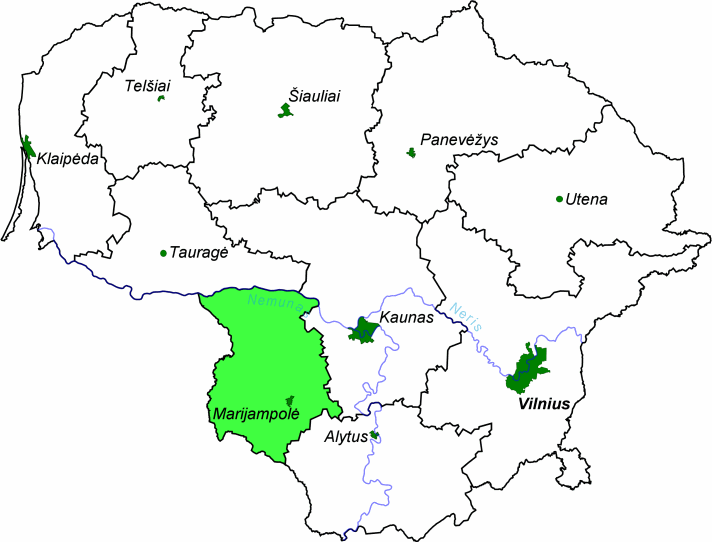
마리얌폴레 주의 위치

마리얌폴레주(리투아니아어: Marijampolės apskritis)는 리투아니아 남부에 위치한 주로 주도는 마리얌폴레이며 면적은 4,463km2, 인구는 181,219명(2008년 기준), 인구 밀도는 41명/km2, ISO 3166-2 코드는 LT-MR이다. 5개 지방 자치체(칼바리야시, 카즐루루다시, 마리얌폴레시, 샤캬이구, 빌카비슈키스구)를 관할한다.

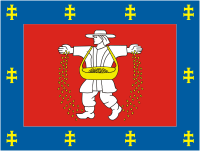
주기
주 문장